# Macrodes columbalis
Macrodes columbalis är en fjärilsart som beskrevs av Achille Guenée 1854. Macrodes columbalis ingår i släktet Macrodes och familjen nattflyn. Inga underarter finns listade i Catalogue of Life.